# Тауї рудошиїй

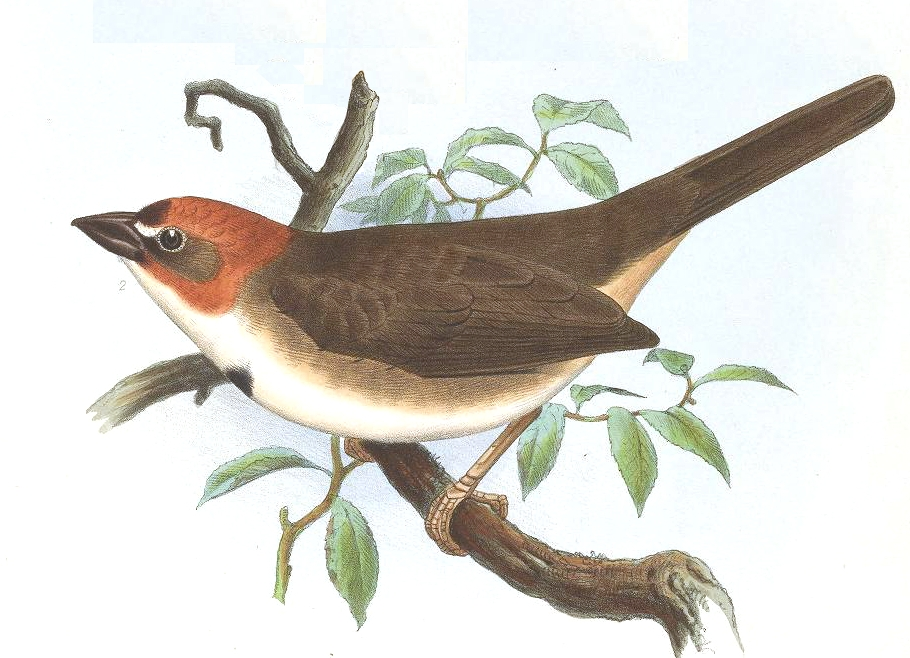
Рудошиїй тауї

Тау́ї рудошиїй (Melozone kieneri) — вид горобцеподібних птахів родини Passerellidae. Ендемік Мексики. Вид названий на честь французького зоолога Луїса Шарля Кінера.

## Опис
Довжина птаха становить 15-17,5 см. Виду не притаманний статевий диморфізм. У дорослих птахів верхня частина голови руда, обличчя оливково-коричневе, навколо очей білі кільця. Верхня частина тіла сірувато-оливкова. Горло і нижня частина тіла білі, на грудях чорна пляма, гузка коричнювата. У молодих птахів верхня частина тіла темно-коричнева, горло і нижня частина тіла жовтуваті, поцятковані коричневими смужками.

## Підвиди
Виділяють три підвиди:
- M. k. grisior Alexander, 1903 — північно-західна Мексика;
- M. k. kieneri (Reichenow, 1892) — західна Мексика;
- M. k. rubricata Bannerman, 1922 — центральна і південно-західна Мексика.

## Поширення і екологія
Рудошиї тауї поширені на заході і на південному заході Мексики, в горах Західної і Південної Сьєрра-Мадре та Трансмексиканського вулканічного поясу. Вони живуть в напівпустельних і пустельних районах, порослих чагарниками. Зустрічаються на висоті до 2000 м над рівнем моря.

## Збереження
МСОП класифікує цей вид як такий, що не потребує особливих заходів зі збереження. За оцінками дослідників, популяція рудошиїх тауї становить від 50 до 500 тисяч птахів.